# Casavatore
Casavatore è un comune italiano di 18 130 abitanti della città metropolitana di Napoli in Campania.
È il primo comune italiano per densità abitativa e per suolo consumato, con il 91,65% del suolo urbanizzato (in aumento rispetto al 2023). È composta da due quartieri: Quartiere vecchio (comunemente chiamato “Casavatore vecchio”) e Parco Acacie, che confina con il Rione Berlingieri di Napoli.  

## Storia
Il territorio di Casavatore è stato popolato sin dall'epoca romana e faceva parte del territorio dell'antica città di Atella. Prove della presenza romana nel territorio sono la centuriazione dei Gracchi (Ager Campanus I, circa 133 a.C.) e la centuriazione di epoca augustea (Acerrae-Atella I). A ulteriore conferma si indica il ritrovamento nel 1975 di un gruppo di tombe romane durante la costruzione di un plesso scolastico, e il recupero da parte della Guardia di Finanza, nel 1963, di oggetti di epoca romana (dogli o dolii) durante un tentativo di trafugamento.
È durante il medioevo che il centro contadino di Casavatore acquisisce il proprio nome e la propria identità; nel 1308 infatti è citato esplicitamente il nome "Casavatore" (Presbiter Angelus de Casavatore pro beneficiis suis tar. I.). Altri riferimenti che sembrano rimandare a Casavatore risalgono al 1190 (terre site in loco Casavito prope Neapolis) e al 1298 (sita ad Salvatorem); queste due fonti inoltre danno lo spunto anche per capire l'etimologia stessa di Casavatore; la prima, infatti, farebbe pensare a una derivazione etimologica da ‘Casa Vittore’.
La seconda citazione spinge verso l'ipotesi filologicamente più corretta: la dedica della chiesa parrocchiale a S. Giovanni Battista, battezzatore e quindi salvatore di anime, avrebbe dato il nome al casale; Casa baptizatoris oppure, meglio, Casa ad Salvatorem da cui il nome attuale, dal quale sarebbe tratta la 'terra sita ad Salvatorem. Se ipotizziamo quindi che la dizione popolare originaria fosse Casa ad Salvatorem, da questa è facile ipotizzare il passaggio a 'Casa Salvatore' e infine a ‘Casavatore’ per la caduta della doppia sillaba sa, per eufonia, e della l. C'è da notare, tuttavia, che Lorenzo Giustiniani riferisce che l'antico nome di Casavatore fosse Casabuttore.

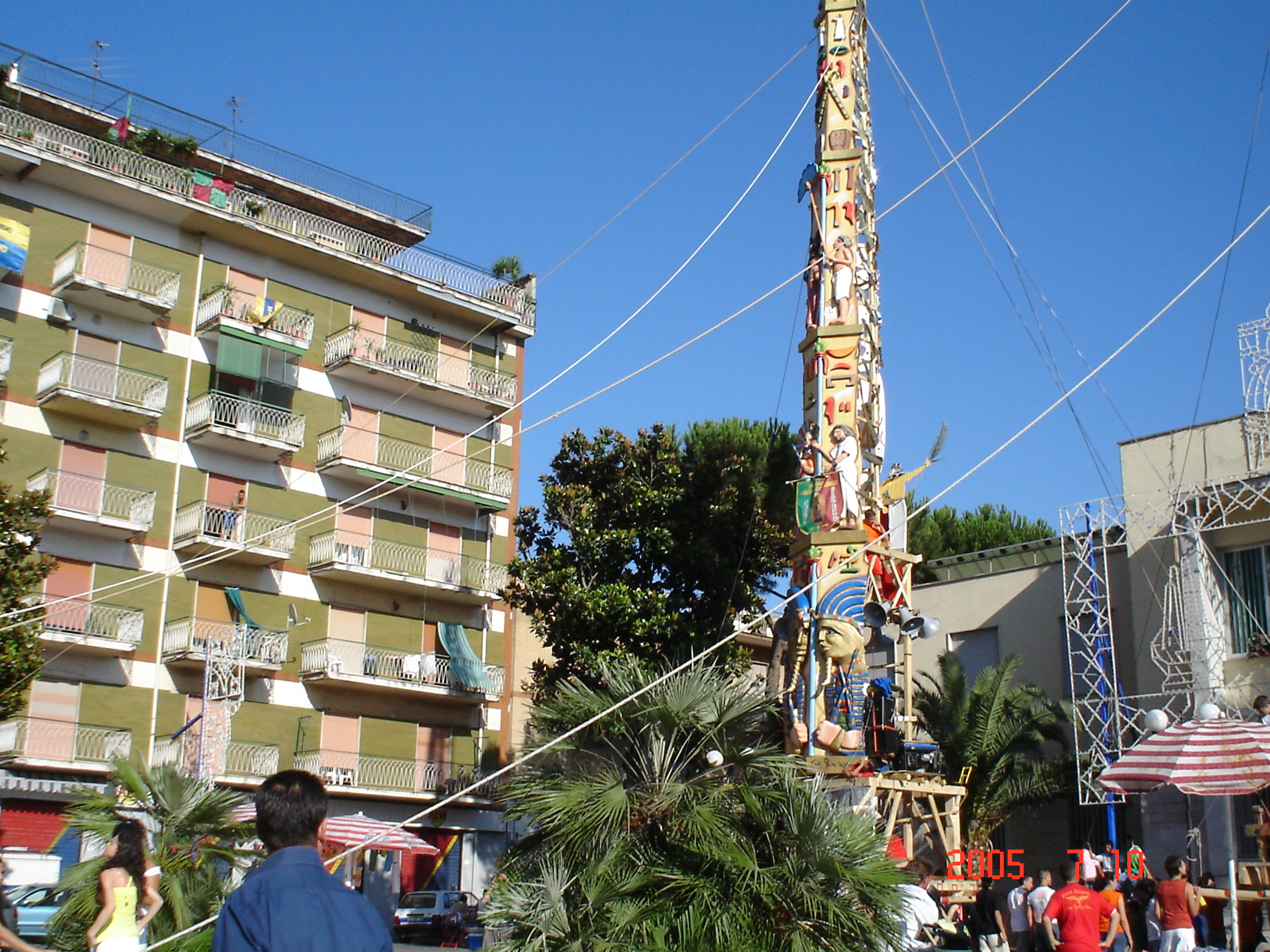
Festa dei Gigli di Casavatore

Nel 1678 furono messi in vendita alcuni casali del contado napoletano, tra cui Casavatore; i locali, tuttavia, pagarono un riscatto di 2.000 ducati per non essere infeudati. Ventuno anni dopo, nel 1699, gli abitanti di Casavatore commissionarono a Giacomo Colombo, artista rinomato del Sud Italia, una statua lignea dedicata al loro santo protettore.
Durante le conquiste napoleoniche e il successivo regno di Gioacchino Murat, Casavatore fu unito al comune di Casoria, di cui rimase una frazione fino alla fine della seconda guerra mondiale. Il 30 luglio 1946, con decreto legislativo luogotenenziale n. 28 del 28 giugno 1946 del Presidente del Consiglio dei ministri dell'epoca, Alcide De Gasperi, il comune ricevette l'autonomia, affrancandosi da Casoria.
A metà degli anni '50 il comune era ancora prevalentemente a sussistenza agricola e composto da poderi, ma negli anni del boom economico cambiò il suo aspetto diventando parte del famoso triangolo industriale del nord napoletano insieme con i comuni di Arzano e Casoria, favorendo nel contempo l'urbanizzazione del territorio, compreso il quartiere denominato Parco delle Acacie oggi conurbato totalmente al quartiere napoletano di Secondigliano.
Negli anni, a seguito del declino economico nel mezzogiorno, la presenza industriale si è ridimensionata in favore di un'economia terziaria, in particolare commerciale e il comune è diventato, anche grazie alle modeste dimensioni, una zona sostanzialmente residenziale.
Casavatore ha visto crescere negli anni la presenza delle attività criminali camorristiche ed è stata anch'essa coinvolta nella faida di Scampia.
Nella serie TV Gomorra (2014–21) si fa riferimento al comune di Casavatore, ma in realtà le scene furono girate a Baia Verde di Castel Volturno.

### Simboli
Lo stemma del Comune di Casavatore è stato concesso con decreto del presidente della Repubblica del 20 giugno 1984.
(D.P.R. 20 giugno 1984)
L'agnello pasquale è il simbolo del patrono san Giovanni Battista.

## Monumenti e luoghi di interesse
La chiesa di San Giovanni Battista ha origini antiche, dotata di una pianta a croce latina e due cappelle sui lati, all'interno esistono ambienti ipogei, ha anche una cupola con otto finestroni. Conserva un busto ligneo del Santo.
La parrocchia Gesù cristo lavoratore è la chiesa maggiormente frequentata nel Parco acacie,soprattutto da giovani,Fondata nel 1993,è una chiesa molto giovane

## Società

### Evoluzione demografica
Abitanti censiti

### Etnie e minoranze straniere
Secondo i dati ISTAT al 31 Dicembre 2021 i cittadini stranieri residenti a Casavatore erano 177, corrispondenti al 0,9% della popolazione. Le nazionalità maggiormente rappresentate erano:
1. Ucraina 32 0,1%
2. Cina 20 0,1%

## Infrastrutture e trasporti
Casavatore era servita dalle autolinee pubbliche gestite dalla CTP ora in parte sostituita dalla EAV.
Fra il 1881 e il 1957 la località era servita da una stazione della tranvia tranvia Napoli-Caivano, gestita dalla Société Anonyme des Tramways Provinciaux (SATP).
È in progettazione da parte della regione Campania la realizzazione di una linea ferroviaria di collegamento tra Napoli e Afragola con stazioni previste anche nel territorio di pertinenza del comune di Casavatore.

## Amministrazione
Di seguito è presentata una tabella relativa alle amministrazioni che si sono succedute in questo comune.
| Periodo | Periodo   | Primo cittadino   | Partito                       | Carica                    | Note   |
| ------- | --------- | ----------------- | ----------------------------- | ------------------------- | ------ |
| 1970    | 1980      | Gaspare Di Nocera | Democrazia Cristiana          | Sindaco                   | [ 18 ] |
| 1980    | 1983      | Mauro Orefice     | Partito Socialista Italiano   | Sindaco                   | [ 18 ] |
| 1983    | 1983      | Gennaro Ziccardi  | Partito Socialista Italiano   | Sindaco                   | [ 18 ] |
| 1983    | 1986      | Mauro Orefice     | Partito Socialista Italiano   | Sindaco                   | [ 18 ] |
| 1986    | 1990      | Mauro Orefice     | Partito Socialista Italiano   | Sindaco                   | [ 18 ] |
| 1990    | 1990      | Mauro Orefice     | Partito Socialista Italiano   | Sindaco                   | [ 18 ] |
| 1990    | 1991      | Luigi Amodeo      | Democrazia Cristiana          | Sindaco                   | [ 18 ] |
| 1991    | 1993      | Nicola Russo      | Partito Comunista Italiano    | Sindaco                   | [ 18 ] |
| 1993    | 1993      | Antonio Atonna    |                               | Commissario prefettizio   | [ 18 ] |
| 1993    | 1997      | Maria D'Auria     | Democrazia Cristiana          | Sindaco                   | [ 18 ] |
| 1997    | 2001      | Luigi Maglione    | Partito Repubblicano Italiano | Sindaco                   | [ 18 ] |
| 2001    | 2002      | Fiamma Spena      |                               | Commissario straordinario | [ 18 ] |
| 2002    | 2007      | Pasquale Sollo    | centro-sinistra               | Sindaco                   | [ 18 ] |
| 2007    | 2012      | Pasquale Sollo    | La Margherita                 | Sindaco                   | [ 18 ] |
| 2012    | 2014      | Salvatore Sannino | Partito Democratico           | Sindaco                   | [ 18 ] |
| 2014    | 2015      | Giovanni Lucchese |                               | Commissario prefettizio   | [ 18 ] |
| 2015    | 2017      | Lorenza Orefice   | Lista civica                  | Sindaco                   | [ 18 ] |
| 2017    | 2019      | Michele Albertini |                               | Commissario straordinario | [ 18 ] |
| 2017    | 2019      | Massimo Izzo      |                               | Commissario straordinario | [ 18 ] |
| 2017    | 2019      | Eugenia Valente   |                               | Commissario straordinario | [ 18 ] |
| 2019    | 2019      | Luigi Maglione    | Lista civica                  | Sindaco                   | [ 18 ] |
| 2019    | 2020      | Anna Nigro        |                               | Commissario prefettizio   | [ 18 ] |
| 2020    | 2021      | Vito Marino       | Lista civica                  | Sindaco                   | [ 18 ] |
| 2021    | 2024      | Luigi Maglione    | Lista civica                  | Sindaco                   | [ 18 ] |
| 2024    | 2025      | Giovanni Lucchese |                               | Commissario prefettizio   | [ 18 ] |
| 2025    | In carica | Fabrizio Celaj    | centro-sinistra               | Sindaco                   | [ 18 ] |

### Gemellaggi
- Slovenské Ďarmoty
- Rucăr

## Sport

### Calcio
La principale squadra di calcio della città è l'ASD Casavatore che al momento non partecipa  in nessun campionato della FIGC, ma in qualche campionato amatoriale. Il suo risultato più prestigioso è stato il campionato dell'Eccellenza. È nata nel 1963.

### Basket
La principale squadra di basket è il VBF Casavatore che milita nel campionato regionale promozione; i suoi risultati più prestigiosi sono numerose partecipazioni al campionato di serie c2 nazionale,disputando anche i playoff per la promozione in serie c1.